# الجبهة الجنوبية (جماعة سورية معارضة)
الجبهة الجنوبية للجيش السوري الحر هو تحالف سوري معارض مكون من 58 أو 54 فصيل من المعارضة السورية وهو يتبع للجيش السوري الحر. يعمل تحت أمرة الجبهة الجنوبية 70% من غرف العمليات التي تنشط في جنوبي سوريا وتبسط سيطرتها على 70% من محافظة درعا لوحدها. تشكلت الجبهة الجنوبية يوم 13 فبراير 2014 في جنوب سوريا وتتلقى الدعم من مركز العمليات العسكرية الذي يقع مقره في عمان، الأردن. وقد وصف مسؤولون غربيون التحالف الأفضل تنظيمًا بين تيار المعارضة. وتتفاوت توجهات المجموعات المنضوية من جماعات علمانية إلى جماعات معتدلة دينياً.

## المعارك
| التاريخ                        | المعركة                                       | المكان                                                                                  | ضد                                                                                           | النتيجة   |
| ------------------------------ | --------------------------------------------- | --------------------------------------------------------------------------------------- | -------------------------------------------------------------------------------------------- | --------- |
| 3 فبراير – 27 مايو 2014        | هجوم درعا (فبراير–مايو 2014)                  | محافظة درعا، محافظة القنيطرة                                                            | سوريا · حزب الله                                                                             | غير حاسمة |
| 27 أغسطس – 23 سبتمبر 2014      | هجوم القنيطرة 2014                            | محافظة القنيطرة, محافظة درعا                                                            | سوريا                                                                                        | انتصار    |
| 3 – 6 أكتوبر 2014              | هجوم درعا (أكتوبر 2014)                       | محافظة درعا                                                                             | سوريا                                                                                        | انتصار    |
| 1 نوفمبر – 15 ديسمبر 2014      | معركة الشيخ مسكين الأولى                      | محافظة درعا                                                                             | سوريا · حزب الله                                                                             | انتصار    |
| 24 – 31 يناير 2015             | هجوم درعا (يناير 2015)                        | محافظة درعا                                                                             | سوريا · حزب الله                                                                             | انتصار    |
| 7 فبراير – 13 مارس 2015        | هجوم جنوب سوريا 2015                          | محافظة درعا، محافظة ريف دمشق، محافظة القنيطرة                                           | سوريا · حزب الله · حرس الثورة الإسلامية · لواء فاطميون                                       | جمود      |
| 21 – 25 مارس 2015              | معركة بصرى (2015)                             | محافظة درعا                                                                             | سوريا · حزب الله · حرس الثورة الإسلامية                                                      | انتصار    |
| 1 أبريل 2015                   | معركة مركز نصيب الحدودي                       | محافظة درعا                                                                             | سوريا                                                                                        | انتصار    |
| 8 يونيو 2015                   | هجوم اللواء 52                                | محافظة درعا                                                                             | سوريا                                                                                        | انتصار    |
| 10 يونيو 2015                  | معركة قاعدة الثعلة الجوية                     | محافظة السويداء                                                                         | سوريا                                                                                        | هزيمة     |
| 17 يونيو 2015                  | هجوم القنيطرة (2015)                          | محافظة القنيطرة                                                                         | سوريا                                                                                        | جمود      |
| 25 يونيو 2015                  | عملية عاصفة الجنوب (هجوم مدينة درعا)          | محافظة درعا                                                                             | سوريا                                                                                        | هزيمة     |
| 2–24 أكتوبر 2015               | هجوم القنيطرة (أكتوبر 2015)                   | محافظة القنيطرة                                                                         | سوريا                                                                                        | هزيمة     |
| 27 ديسمبر 2015 – 25 يناير 2016 | معركة الشيخ مسكين الثانية                     | محافظة درعا                                                                             | سوريا · روسيا · حزب الله                                                                     | هزيمة     |
| 21 مارس – 8 أبريل 2016         | هجوم درعا (مارس–أبريل 2016)                   | محافظة درعا                                                                             | حركة المثنى الإسلامية · لواء شهداء اليرموك                                                   | انتصار    |
| 28 – 29 يونيو 2016             | هجوم البوكمال 2016                            | منطقة البوكمال                                                                          | تنظيم الدولة الإسلامية (داعش)                                                                | هزيمة     |
| 3 سبتمبر – 15 أكتوبر 2016      | هجوم القلمون الشرقي (سبتمبر–أكتوبر 2016)      | شرق جبال القلمون                                                                        | تنظيم الدولة الإسلامية (داعش)                                                                | هزيمة     |
| 29 ديسمبر 2016 – 30 April 2017 | حملة الصحراء السورية (ديسمبر 2016–أبريل 2017) | بادية الشام - محافظة السويداء - محافظة ريف دمشق - شرق محافظة حمص - شرق محافظة دير الزور | تنظيم الدولة الإسلامية (داعش)                                                                | انتصار    |
| 12 فبراير – 6 يونيو 2017       | هجوم درعا (فبراير–يونيو 2017)                 | محافظة درعا                                                                             | الجيش العربي السوري · روسيا · حزب الله                                                       | انتصار    |
| 7 – 23 يونيو 2017              | هجوم درعا (يونيو 2017)                        | محافظة درعا                                                                             | الجيش العربي السوري · Russia · حزب الله                                                      | جمود      |
| 24 يونيو – 1 يوليو 2017        | هجوم القنيطرة (يونيو 2017)                    | محافظة القنيطرة                                                                         | الجيش العربي السوري                                                                          | هزيمة     |
| 7 مايو – 13 يوليو 2017         | حملة الصحراء السورية (مايو–يوليو 2017)        | محافظة درعا                                                                             | الجيش العربي السوري · روسيا · حزب الله · الحرس الثوري الإيراني · لواء فاطميون · الحشد الشعبي | هزيمة     |
| 18 يونيو – 21 يوليو 2018       | هجوم جنوب سوريا 2018                          | محافظة درعا, محافظة القنيطرة                                                            | الجيش العربي السوري · روسيا · حزب الله · الحرس الثوري الإيراني · لواء فاطميون                | هزيمة     |

## المجموعات المنضوية
- الجيش الأول[22]
- صقور الجنوب[23]
- الفيلق الأول[19][24]
- جبهة الشام الموحدة
- اللواء الأول
- فرقة المغاوير الأولى
- الفرقة 24 مشاة[25]
- لواء المهاجرين والأنصار
- فرقة تحرير الشام
- فرقة فجر الإسلام
- لواء عامود حوران
- لواء شباب السنة
- ألوية أبابيل حوران
- المجلس العسكري في القنيطرة
- ألوية سيف الإسلام
- لواء شهداء الإسلام
- لواء حمزة أسد الله
- لواء العز بن عبد السلام
- لواء الكرامة
- لواء شهداء دوما
- لواء مجاهدي الغوطة
- توحيد كتائب حوران
- لواء القلمون الفوقاني
- الفرقة 11/القلمون الفوقاني
- لواء المعتز بالله
- لواء المهام الخاصة
- لواء شهداء الحرية
- لواء درع اللجاة
- لواء الحرمين الشريفين
- لواء حبيب
- كتيبة البنيان
- لواء أحرار نوى
- كتيبة أسود الإسلام
- لواء صلاح الدين
- لواء عاصفة حوران
- كتيبة توحيد اللجاء
- فوج الفرسان الأول
- فوج الفرسان الثاني
- كتيبة المعتصم بالله
- لواء حمص الوليد
- لواء أحفاد ابن الوليد
- فوج المهام الخاصة
- لواء شهيد حوران
- كتيبة أحرار الريف الغربي[12]

## أعضاء سابقون
- صقور الجنوب
- لواء شهداء اليرموك
- لواء شهداء الإسلام
- الجيش الأول